# 全学共闘会議
全学共闘会議（ぜんがくきょうとうかいぎ）は、1968年（昭和43年）から1969年（昭和44年）にかけて新左翼の学生らによって日本の各大学で学生運動がバリケードストライキ等、武力闘争として行われた際に、ブントや三派全学連などが学部 やセクトを超えた運動として組織した大学内の連合体、またはその総称。

## 概要
略して全共闘（ぜんきょうとう）。
全共闘は各大学等で結成されたため、その時期・目的・組織・運動方針などはそれぞれである。中でも日本大学の日大全共闘と東京大学の東大全共闘が有名で、後に全国全共闘も結成された。東大全共闘では「大学解体」・「自己否定」といった主張を掲げたとマスコミが伝え、広く流布した。「実力闘争」を前面に出し、デモでの機動隊との衝突では投石や「ゲバ棒」（ゲバルト棒）も使われた。特定の党派が自己の思想や方針を掲げる組織運動というよりは、大衆運動との側面があったともされる。
全共闘と最も対立したのは民青系全学連で、東大紛争でも全共闘が乱入する中、七学部代表団を主導して大学当局と確認書を作り終結させた他、入試中止で文部省が動いた際にはストライキ解除の実力行使を行い、これに全共闘も応戦したことで機動隊導入のきっかけとなった。また日大で全共闘と対立したのは、体育会系・民族派系であった。

## 歴史

### 前史
大学当局をターゲットにした学生運動は、1949年の新制大学発足以前から始まっており、珍しいものではなかった。全共闘運動以前の学生運動は、授業放棄やピケットストライキなど、学生の生活擁護を目的としたものが主であり、大学側の譲歩を勝ち取るといった成功事例は珍しかった。
従来の学生自治会での多数決を行ってから行動をする方式では、戦闘的な戦術は多数派のノンポリ学生がついて来られないので否決されてしまうため、活動家学生のみによる「共闘会議」が各地で発足した。全共闘運動においては、戦術として本館封鎖・バリケードストライキという実力行使を伴う闘いを行い、教官・職員の立ち入りを阻止する闘争方法に発展したことが特徴である。
以下は、おびただしい個別事例のうちのいくつかの例である。
お茶の水女子大学では、1965年9月22日から、寮規定改悪反対を訴えて全学無期限授業放棄に入った。しかし、学業放棄への反対もあり、9月30日の学生大会で授業放棄を解いた。
高崎経済大学（公立）では、1965年9月に、市側が財政難を理由に私学化を提案した。教授会はこれに反対し、学生も教授会を支持し、私学化は押しとどめられた。市側は、代わって授業料の大幅値上げを打ち出し、学生は授業料値上げ反対闘争を組んだが、デモ隊を撮影した写真などを根拠に処分者が相次いだ。これは映画『圧殺の森』に詳しい。
東京商船大学（現・東京海洋大学）では、1965年（昭和40年）11月5日から11月26日にストライキを打ったが、26日の学生大会でストライキを解いた。
早稲田大学には学館規定改定闘争があったが、1965年12月に大幅な学費値上げの発表があり、一気に反対闘争が盛り上がる。1966年1月18日の第一法学部を皮切りに、第一商学部、第一政経学部、第一理工学部、第一文学部と、次々にストライキに突入し、入学試験は機動隊がキャンパスに駐留する形で行われた。6月に理工学部でストライキの解除があり、最後の文学部のストライキ解除で闘争が終息した。
明治大学では、1966年11月24日朝から、学費値上げ反対を訴え、和泉校舎で無期限ストライキに入る。しかし、敗北のままストライキは終わった（明大紛争）。
慶應義塾大学では、1968年米軍からの医学部への資金流入問題をめぐり全学バリケード封鎖となったが、留年問題などから、学生投票により、封鎖解除となった。
中央大学では、1966年12月8日、学生会館の管理運営権を巡り、4000人の学生の参加を得て、大学側と話し合いを持つ。しかし、要求が受け入れられず、夜になってバリケードストライキに入る。団交が重ねられ、全共闘運動史上稀有なことに要求がほぼ呑まれて、25日にバリストが解除される。
国際基督教大学では、1963年授業料値上げ反対闘争、1966年生協設立闘争があり、1966年5月には能研テストによる入試代替と、受験料の1.67倍値上げ反対闘争が組まれる。本館占拠により目標を達するも退かず63名の処分者を生んだ。
学生運動の発端は、各大学においてそれぞれ異なっているが、一般に「全共闘」と呼ばれるのは以下の日大・東大における全共闘運動である。

### 発端
1968年5月、日本大学で東京国税局の家宅捜索により、22億円の使途不明金が発覚した。当時日大では時の理事長・古田重二良の方針により学生自治会が認められていなかったが、この使途不明金問題をきっかけに、大学当局に対する学生の不満が爆発し、5月23日に神田三崎町の経済学部前で、日大初めてのデモとなる「二百メートル・デモ」が行われた。
5月27日には秋田明大を議長として日本大学全学共闘会議（日大全共闘）が結成された。理事会は全共闘の要求に応じ、9月30日に学生と当局の交渉の場として「全学集会」を両国講堂で開催した。この集会には3万5千人もの学生が参加し、全共闘側は「大衆団交」（労働組合法における団体交渉になぞらえた表現）と呼んだ。12時間の交渉の末、当局は経理公開や理事全員の退陣など全共闘側の要求を一度は受け入れた。
しかし翌日になり佐藤栄作首相が「大衆団交は常識を逸脱している」 と横やりをいれ、当局側も学生との約束を撤回した。両国講堂には日本刀を持った体育会系の学生が乱入し、直後の機動隊突入では全共闘側学生は拍手で迎えたが、機動隊は逆に全共闘側学生のみを鎮圧した。これにより日大闘争は沈静化するが、一部の学生は東大紛争などへ合流した。
日大は沈静化後、府中市白糸台の仮校舎で授業を再開。この府中校舎は、10数棟のバラック校舎であった。鉄条網で囲まれ、周囲は空き地と畑。敷地入り口には職員がいて立入に際しては学生証の提示を求められ「日大アウシュビッツ」と呼ばれた（ほどなく後に「日大アウシュビッツ」の意味は府中仮校舎だけではなく、「日本大学の暴力による支配体制」全般を揶揄する言葉に変化していく）。
東京大学では、医学部インターン問題を巡る学生への不当処分を発端として、大学当局に対する抗議活動が高まり、安田講堂を一時占拠するなどしたあと、7月5日には山本義隆を議長として東大全共闘が結成された。東大全共闘も日大と同様に大学内の建物をバリケード封鎖し、当局との「大衆団交」を要求した。

### 展開
全共闘運動は、1968年初めから1969年にかけて、東大・日大闘争に併行して自然発生的に、「燎原の火のように」 全国の大学へ広がった。
全共闘は、はじめは各大学個別の問題（学費問題等）を扱う組織・運動として各大学の学生自治会の枠を超え、結成された。その後大学当局の硬直した対応や政府や機動隊の介入を経験する中で、次第に全学化し、「大学と学生・研究者のあり方を見直すという大学の理念と学問の主体をめぐる運動」となっていった。そして、現在の大学は、「帝国主義的管理に組み込まれた「教育工場」としてあり、教授会はその管理秩序を担う「権力の末端機構」となっている。そこにおいては「大学の自治」はもはや幻想にすぎず、そうした管理秩序総体を解体することこそが課題となる、と称して全学バリケード封鎖など暴力による大学の解体を主張した。また身分としての「学生・研究者であること」を内から否定する「自己否定」の思想的問いが進められねばならない、として、全学バリケード封鎖は帝国主義大学解体の政治性を持つと同時に自己否定の思想性を持つとされた。
このように東大紛争においては、「大学解体」「自己否定」というスローガンが登場し、大学内問題の枠を超え、「学生と国家権力との間の闘い」 という形になった。このことは、各大学での妥協などで終結できる闘争ではなくなり、また後の闘争敗北後は運動が一気に解体した原因ともなった。当時、学生として早大闘争にかかわった呉智英は「『自己否定』とは『自己肯定』のことである。出世のためにということで学問をすればするほど学問の本義から遠ざかっている自分を発見する。それが自己否定である。自己否定は目指してするものではない。自己肯定の結果、現出するものだ」と述べた。
1968年11月22日、東大本郷安田講堂前で「東大、日大闘争勝利全国学生総決起集会」が行われ、2万人近くの学生が集まる。「この決起集会が後の各大学での全共闘運動の原点となり、またその運動のなかでの輝けるピーク」 となった。なお11月1日には、東大の大河内一男総長・全学部長・評議員が紛争の責任を取って辞任した。
1969年1月18日・19日全共闘がバリケード封鎖する安田講堂に、8500人の機動隊が攻撃を開始し、72時間におよぶ攻防が繰り広げられ、東大全共闘の運動は収束に向かった（東大安田講堂事件）。
しかし、「東大闘争は散ることで、全共闘運動は全国に燎原の火のごとくに燃え広がった」。1969年（昭和44年）頃には、京都大学をはじめ、北海道大学、東北大学、一橋大学、東京外国語大学、東京教育大学、横浜国立大学、静岡大学、信州大学、金沢大学、名古屋大学、大阪大学、大阪教育大学、大阪市立大学、岡山大学、広島大学、九州大学、熊本大学、明治大学、早稲田大学、慶應義塾大学、法政大学、日本大学、東洋大学、中央大学、同志社大学、立命館大学、関西大学、関西学院大学、など、日本の主要な国公立大学や私立大学の8割に該当する165校が全共闘による闘争状態にあるか全学バリケード封鎖をした。

### 収束
全共闘は、各大学における各主要党派の連合体に一般学生が多数参加した形態であり、特定の思想・組織・目標があったわけでもなく、その経過の全貌、形態、評価は多数のものがある。当時街頭闘争を行っていた三派全学連（共産主義者同盟、革命的共産主義者同盟全国委員会、社青同解放派の全学連）や、それを支持した二次ブント・革共同その他の新左翼諸党派との関連も、活字化された記録が中心である。また、三派全学連と全共闘を混同すべきでない、とする当事者も存在する。
一般には、「1970年代に入り、新左翼諸党派間で内ゲバにより累計100人以上の殺人が発生し、さらに連合赤軍や日本赤軍によるリンチ・テロ事件により、急進的な学生運動は急速に支持を失い、自然発生的な全共闘は急速に崩壊した」と言われる。しかし「どこの党派にせよ無党派運動にせよ、連合赤軍事件により動員力が減ったという史実は存在しない」との指摘 もある。
いずれにしても、「一気に発火した全共闘運動はまたたく間に鎮火した」。1969年9月5日に日比谷野外音楽堂（大音楽堂）において結成され、全国78大学、26,000人（主催者側発表）が参加した全国全共闘（東大全共闘の山本義隆が議長、日大全共闘の秋田明大が副議長）時点においては、具体的には中核派、社学同、学生解放戦線、学生インター、共学同、反帝学評、フロント、プロ学同の新左翼八党派の「実質的な党派共闘」あるいは「カンパニア組織」 となっていたという。一方、国会においては8月3日に佐藤内閣の下、最悪の場合、文部省の命令で大学全体の業務を休止することができるとする「大学の運営に関する臨時措置法」が成立した。これにより大学の自治を重視し自力解決を目指していた複数の大学構成員にも、大学がつぶれるのではないかという動揺が広がった。後期授業が始まる9月に入って、ほとんどの大学でバリケード解除のための機動隊が導入された。

## 特徴
全共闘の最大の特徴は、文化大革命に影響を受けたと思われる暴力の賛美にある。東大の教官だった、作家の柴田翔は、全共闘の暴力について、次のように書いている。
ゲバルトが出始めた時には、その意味が十分判っていなかったという気がする。僕がそのとき考えたことは、ゲバルトは国家の暴力装置に対抗するための対抗暴力として出てきたと理解した。僕はたとえ対抗暴力であってもゲバルトには反対だったけど、現象としてはそう理解していた。ところが大学の教師である自分の目の前で学生たちがゲバ棒を振りまわしているのを見ているうちに、そういう側面もあるけれどもそれはいってみればタテマエと判ってきた。そうではなくて、連中はゲバ棒を持ちたいから持っているんだ、ゲバ棒を振り廻すこと自体によろこびを感じているんだという気がした。これは良い悪いの問題以前に、まさに現実としてそうだということが見えてきた。ところが戦後日本近代、戦後民主主義が前提にしていた人間観の中には、それが含まれていなかった。人間は本来理性的動物であって、暴力衝動などは、その人間観の外へ追いやられていた。
—「全共闘―それは何だったのか」筑紫哲也、現代の理論社、1984年、148頁
全共闘の2番目の特徴は、従来の学生自治会・全学連を基盤とする学生運動とは異なる、ということにある。例外的に学生側の勝利に終わった、1965〜69年の中央大学学費・学館闘争の指導的立場にいた神津陽は、「上部組織としての全学連の加盟には自治会組織の特別参加決議が必要であり、加盟金も上納し役員も出さねばならぬし、上命下服の組織的拘束もあった」「だが全共闘の最大の特色は学校状況に不満を持つ有志があつまり結盟すれば、勝手に全共闘を名乗れた点だ。全共闘のこの気楽さといい加減さは、政治変革を志す意識的学生の集合体である全学連活動家像とは異なる広範な拡大を見せた」 と述べている。
大学教員と学生の関係では、「日本のみならず世界的に生起した68年学園闘争の、それ以前の学生運動との相違は、学生が教員を糾弾するスタイルの登場」 がある。ミシェル・フーコーは、パリ5月革命勃発を前にパリ大学ナンテール校で、「これらの学生たちが教師たちとの関係を階級闘争の用語で語るのは奇妙だ」 と述べた。全共闘では、アカデミシャンが、大学の「監視/管理体制の上に立ってのみ「良心的」=「進歩的」たりうるという事態にまったく無自覚」 とされ、「学外で「民主的な」言辞を弄しながら、学内では学生の弾圧にまわる教員たちの欺瞞性が糾弾された」 と指摘した。
戦後初頭に結成された学生自治会（クラス単位で委員を選挙する）の基本的理念は、学生の、将来社会に市民として参加するための学問を修めるのに役立たせるための、かつ規律=訓練を自主的に行うものの互助団体であり、同じく大学の構成員であり、戦後民主主義社会の「市民」の理念型ともいえる大学教員との相互交流も成り立っていた。事実「60年安保までは教員と学生は対国家権力において、一種の親和的同盟関係にあった」「学生と教師はともに手を携えて進歩的・民主的な運動にのぞみえた」という。
しかし全共闘は朝日・岩波・大学の連携で論壇を支配する進歩的文化人を批判した。山本義隆は「権威と腐敗に抗して」（『中央公論』1969年1月号）で、「一体進歩的文化人といわれる教授たちは何をやってきたか。彼らはいまやきわめて反動的な役割を果たしている」「進歩的文化人といわれ、平和と民主主義を説いて、高度成長の経済社会では欺瞞的に教授という位置を与えられ、その範囲内で毒にも薬にもならぬ平和・民主主義論を説くことを許容されていた」と述べている。
進歩的文化人の代表格と目されたのが丸山真男だった。丸山真男は、1968年の東大全共闘全学封鎖時の研究室資料破壊に「ナチスもやらなかった蛮行」と激怒するに至ることとなる。
この変化の原因に、絓秀実（すが秀実）は、多くの新制大学が誕生したことによる高等教育の普及・大衆化により、大学卒がアッパーミドル・クラスへの参入の保障ではなくなり、「国民=市民の理念型たる教員と同程度のアッパーミドル・クラスのステイタス」 への保障によって成り立っていた大学の「信用」が崩れ、国民国家の中の大学の存立根拠そのものが問われたことに理由を見ている。学生は、「自らの置かれた無根拠な地位」に直面することとなる。事実全共闘は、多くのいわゆる「中堅大学」によって担われた。絓秀実は全共闘によって掲げられた「戦後民主主義批判」というスローガンもここに由来すると論ずる。
佐藤優は、全共闘はこれまでの学生運動で一応行われていた多数決などの代議制民主的手続きを行っていない点に注目し、「根底の部分では1930年代の翼賛運動の復活でもあるし、ソビエト的でもある。あるいはナチスに似た部分もあります」としている。
思想的には左翼共産主義などの「特定の権威によらないボトムアップの革命」との類似性も指摘される。

## 評価
自然発生的な盛り上がりが、1968 - 69年にかけて、ついには「工場占拠」ならぬ「大学占拠」にまで至った「全学共闘会議」は、現在でも様々な意見・評価がある。
2009年刊行の、膨大な関連資料を引用した（当時の新聞・週刊誌や事後の回想・インタビューからの引用が多く、著者による直接のインタビューの形跡はなく、関係者自身が当時残した資料からの引用も少ない）大著、小熊英二『1968』（新曜社）においては、全共闘運動が発生した原因として、「小中学生時代に戦後民主主義の理想的教育をうけた彼らが、その後の受験競争に罪悪感を抱き、また大学のマスプロ教育に失望したこと」・「日本が発展途上国だった時代に幼少期をすごした彼らが、高度成長の結果として先進国となった日本社会に違和感を抱き、また『豊かな社会』特有の『現代的悩み』を抱いていたこと」を挙げている。また、ベビーブーマー世代が同様に学生運動を起こした欧米諸国と比して、日本の全共闘世代でその後、政治活動に関わった者が少ない理由として、「急速な勢いで先進国化した日本においては、学生運動は『政治運動』ではなく『自己表現』であったためではないか」としている。
もっとも小熊英二の、「権力の悪に対して純粋な正義感から反抗を開始したが、体制の厚い壁の前に挫折を余儀なくされ、ついには「連合赤軍事件 （1972）をシンボリックな頂点とする「内ゲバ」によって自壊していった」」 という、いわゆる「「自分」を探して「自分」を表現」しようとするが「挫折」した、という疎外論に集約させる視点（そこにおいて、その「典型像」として田中美津が「不可避的なターゲット」 となっている）および心理主義的手法は「今なお多くのものを規定している通念にすぎない」 という意見もある。
また、小熊の当書は、最終的に60年代ベ平連および、その象徴的存在であった小田実と鶴見俊輔に可能性の核心を求め、「「戦後民主主義の救済と再論のためのパラダイム創出を目的意識としている」がゆえに、「事実誤認や独断が少なからず存在」し、「一つの立場から記述される論理的構成は資料の文脈を横領」していて、またその全共闘運動と新左翼運動についての資料駆使は、「既刊資料による記述とそこで明らかにされてきた事実経過を出ている」わけではなく、「当事者に対する対面的な責任がかかる」「文字資料を裏づける聞き取りが不足」」 しているという評もある。
一方、小熊の論考に対照的なものとして、1968年を中心にして起こった動きを「確かに68年が単にロマン主義的な反抗とその挫折としてのみ括りうるものであるなら、小熊の論も正鵠を得てい」 るとしながらも、ウォーラーステインの「世界革命は、これまで二度あっただけである。一度は1848年に起こっている。二度目は1968年である」（『反システム運動』(1989)）や68年を決定的な歴史的結節点とする、リオタールの『ポストモダンの条件』や蓮実重彦の東大総長演説集『知性のために』(1998) などを部分的な参照先としながら、世界的な「68年の革命」および、それを準備し、かつ触発された、フーコー・ドゥルーズ・デリダなどのいわゆる「68年の思想」にパラレルなものとして、かつ、「日本」という場に限定しつつ抽出しようとしたものに、絓秀実の『革命的な、あまりに革命的な－1968年の革命試論』がある。
その著において、「68年（の革命）において決定的な重要性」 を持つとしている、ノンセクトのアクティビストであった津村喬は、全共闘を、1984年になって中央公論誌上で、「国家権力奪取が革命だとはだれも考えなくなり、具体的な局所での国家との対峙が課題」となり「大義に頼らず、消費社会の相対主義に解体されてしまうことなしに、どうやって国家とのあらゆる局面での対峙を続けうるのか、「交通」を可能にするか、これこそが、ここ十余年にわたっていく十いく百万人の人々が必死で模索してきたことである。この実践の束と網の目にこそ全共闘の「総括」はあった」 と総括している。
絓と外山恒一は、全共闘が「実は勝っていた」という歴史観を共有している。それは全共闘的価値観の勝利によって現代の監視・同調圧力・ポリティカル・コレクトネス強要社会が生じた、とするものである。その一方外山は全共闘世代の知的レベルの高さを認め、それ以降はどんどんレベルが下がっているとする。
日本社会において運動を肯定的にとらえる向きは少なく、1968年に行われた内閣府世論調査 においては、学生運動を支持するあるいは共感するとした回答者は全体の7%程度であった。また親に生活費や学費 の支援を受けていた学生が勉学より学生運動にのめり込むことに対する批判もある。因みに当時の日本の大学進学率は15％程度とまだ低水準であった。
ただ1969年の「安田講堂攻防戦」以降、全国各地で青年労働者で構成する反戦青年委員会は「東大闘争報告集会」を開催し、多くの労働者を対象に開催し、各地で盛況のうちに成功している。この1967年から1969年にかけての学生運動の高揚が、とりわけ青年労働者運動の戦闘化を促した。
一方、1968年の日本国外における代表的な動きとして挙げることができる、フランス5月革命は、パリオデオン座占拠などの学生運動をきっかけとして、さまざまな職種の労働者を巻き込み、ストはフランス全土に広がっていった。1968年5月20日には全労働者の半分に当たる約800万人の労働者がストに参加したといわれている。ド・ゴールは5月30日の演説により、事態をはやばやと収拾したものの、議会解散にまで追い込まれた。
「帝大解体」、「入試粉砕」、「エリートとしての自己否定」を主張していた東大全共闘議長の山本義隆は運動終息後、大学院を中退して駿台予備校で物理の講師となり、2003年には著書『磁力と重力の発見』で大佛次郎賞を受賞した。全共闘に関しては運動後一切発言せず、マスコミによる取材も断っているが、1992年には運動当時の資料を纏めた『東大闘争資料集』を国立国会図書館に寄贈している。

## 総選挙への影響
全共闘、あるいは、1968年の他の世界の学生反乱においては共通して、拠点の占拠と大衆団交という戦術が採られた。これは当時珍しい現象であり、ヨーロッパにおける19世紀末から20世紀初頭の歴史上のサンディカリスムの定石といえる戦術が冷戦時、突然復活した。「1968年」の問題系とは、民主主義の問題を代議制の機能の問題に縮約することを断固として退け、その代議制から溢れ出すような「政治」の次元が存在することを強調して、既存の政治・社会制度や民主主義の問い直しを行うことにあった。
村上信一郎は、西欧の左翼政党は「1968年世代」の反乱によって大混乱に陥ったが、そのエネルギーの少なくとも一部を吸収することを通して、大きく変貌していった、しかし日本では、「1968年世代」が「企業社会」に飲み込まれていったことによって、従来の左翼政党にはほとんど何の変化も生じず、このことが全般的な「左翼」の退潮に繋がったと論じている。言い換えれば全共闘世代（「団塊」の世代）の多くが、高度成長がピークを迎える頃には、早々と政治の季節を「卒業」して、「企業社会」の主要な担い手となり、欧米諸国のように「脱物質主義的価値」の唱道者にもならなければ、「新しい社会運動」の担い手にもならず、西欧の68年世代とは根本的に異なるコースを辿っていった。
短期的には、1969年12月の総選挙では、時の内閣を支える自民党 が20議席増やし300議席を超えた。一方、社会党は新聞社の当落予想（朝日新聞は±8の118議席）を大きく超えて、約50議席を減らし90議席に転落、大敗した。公明党は25議席から47議席に躍進。全共闘・新左翼勢力と激しく対立した日本共産党も5議席から14議席に躍進し、多党化が進行した。投票率は前回より5.5%減の68.5%に急落した。また、この1969年以降から、無党派層が急増し始め、一方で社会党支持率が停滞を始めた。
社会党のこの突然の支持率の急落に対して、全共闘運動の直接的な影響と関連を見出すものには、石川真澄の言説がある。石川によれば、社会党はこの総選挙に際し、「一部学生の暴力的行動」を全面否定する統一見解を出していた。しかし、下部組織の社青同に新左翼系の勢力を抱え、三派全学連については「各全学連の共通する思想であるトロツキズムと誤った戦術については思想闘争を強め、広範な学生のエネルギーをわれわれの戦列に加えるよう努力する」 という見解を示すなど、共産党と比べ新左翼・全共闘勢力との峻別の度合いが低かった。石川は、社会党のこのような態度がプラハの春や中国の文化大革命など社会主義へのマイナスイメージに繋がる事件に対する曖昧な対応と重なり、社会党支持者層が大量棄権、総選挙大敗、そして社会党離れによる無党派層の増大に結びついたと指摘している。

## 全共闘内部の世代格差
「全共闘世代」という表現もあるが、参加者には20代後半の大学院生から学部の下級生に至るまで、10歳以上もの年齢の幅が見られた。千坂恭二の全共闘論 によれば、大学院生や学部の3・4年生と入学間もない教養部の1年生との間には学生運動に対する意識にかなりの差違があった。大学院生や学部の上級生は、ある程度自我を確立した年齢で学生運動を行い、運動もまた反戦平和志向の最盛期だった。一方で教養部の下級生は、それより若い年齢で学生運動を行い、運動は革命戦争の軍事的志向となり、その中で自我の形成をしていったと言う。このことから、大学院生や学部上級生を「理想主義的でヘーゲル主義的、反戦青年的」とすれば、学部下級生は「ニヒリズム的でニーチェ主義的、軍国少年的」であったと評している。
院生や学部上級生は運動が衰退しても医者や弁護士、研究者・大学教員などとして社会へ適応していったのに対し、学部下級生は中退・除籍の末、非正規雇用へと流れていく者も多かった。そこに院生・学部上級生の「昨日の世界の市民」性と、学部下級・高校生の「今日のフライコール（義勇軍）」性の深淵があるとも言われる。
その後、マスメディアや出版物などで諸般の「全共闘論」などを展開しているのは、主に大学院生や学部の上級生の世代であり、そこには学部の1年生など下級生の世代のニヒリズムはあまり盛り込まれていない。そのため、後の世代は年長派の論理だけで語ってしまいがちである。
前記の千坂によれば、俗に「全共闘世代」といわれるものに該当するのは主に前者、つまり当時の大学院生や学部の上級生であり、それに対して当時の学部の下級生や浪人、高校生は、全共闘の中でも運動の最前線におり、全共闘の上級世代とは内部的に区別され「バリケード世代」（突撃隊世代、前線世代とも）と表せるとのことである。
このような世代的な格差は、小阪修平（三島由紀夫が東大全共闘と対話集会をもったとき『討論 三島由紀夫vs.東大全共闘―美と共同体と東大闘争』の積極的な発言者の一人である）の全共闘論 においても確認できる。

## 外部への影響
この全共闘の行動は、大学のみならず外部の各方面にも影響を与えた。
1967年4月には全共闘が実施したストライキによる煽りで中央競馬の一部日程に中止・延期が発生し、その影響で以後の開催日程が大幅に変更となった。このため、当時の八大競走であった桜花賞と皐月賞が同月30日に繰り下げられた上で、同日に異なる競馬場で施行せざるを得ない状況になった。特に桜花賞は開催競馬場も所定の阪神競馬場より京都競馬場へと変更（皐月賞は予定通り中山競馬場で開催）した。

## エピソード

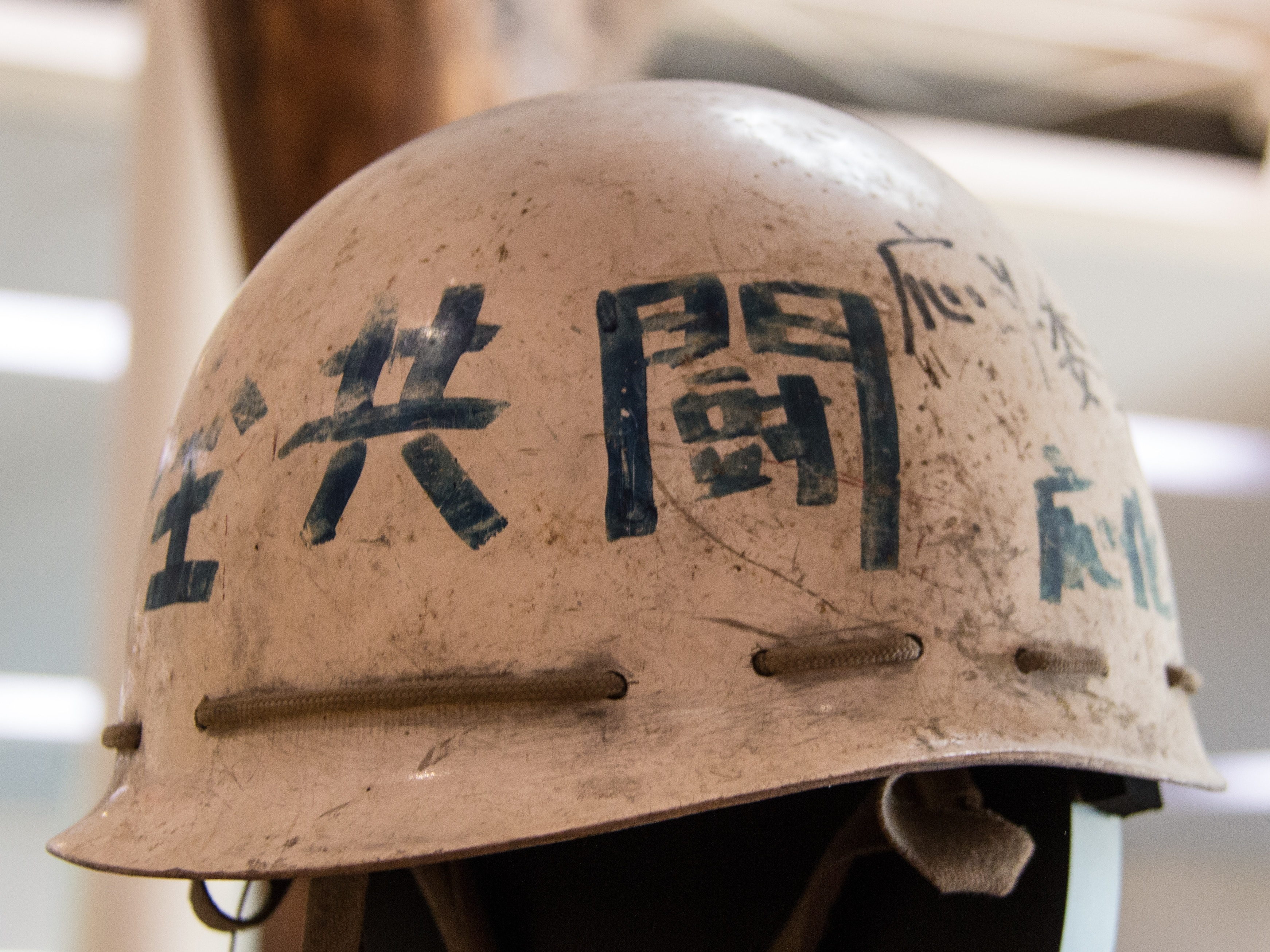
全共闘ゲバヘル（成田空港 空と大地の歴史館）

- 「全共闘」ではなく「全学闘（ぜんがくとう）」という言い方もあった。また、個別の組織ごとに独自の呼称があることもあり、中央大学のものは「全中闘」と称した。
- 構成員のヘルメットなどでは「全共斗」というゲバ字による表記もされた。
- 全共闘は戦う部隊=闘争委員会が直接結合してゆく組織・運動形態であったことから、日本共産党とその青年組織日本民主青年同盟が主張するような、学生自治会中心の代表制民主主義の方針を革命主義の立場から「ポツダム民主主義」あるいは「ポツダム自治会」として全面的に暴力をもって否定した。日本共産党=民青は「民主的教官や民主的当局者も含めた大学民主化」を掲げ、全共闘の「帝大解体」路線とは相容れる部分は全くなかった。むしろ、民青はバリストを快く思わない学生を組織し、大学での支持者を増やしていったといえる。東大では全共闘と民青との対立が特に激しく、両者が武装し、襲撃や衝突がたびたび起こった。武装のための角材を全共闘は「ゲバ棒」、民青は長さ太さが一律に決められた樫の棍棒を「民主化棒」と名付けていた。また、民青は全共闘のことを「全狂頭」と呼んだ。
- 大学の建物を占拠した際、運動の精神に理解ある進歩派やマルクス経済学者の教官さえも体制側とされ、多くの教官の研究室はことごとく破壊された。「安田講堂攻防戦」において篠原一教授の研究室が破壊されてマイクロフィルム資料などが焼失したことについて、当時法学部教授だった丸山眞男は「ナチスもやらなかった蛮行」と全共闘を非難した（この事件については「丸山自身の研究室が破壊された」という誤解が流布されている）。のちに第四インターは「たまたま自分たちが担当した建物に篠原の研究室があったのであって、ただ単に寒かったから書類やフィルムを手当たりしだい燃やして暖を取っただけ。丸山の感情的な物言いは『日本の進歩派はこんな程度なのか』と当時こちらが驚いた」と当時の第四インター部隊の指揮者が1996年に機関紙『かけはし』で批判した。
- 関東の大学だけでなく、関西でも学生運動の長い歴史を持つ京都大学の全共闘などが百万遍解放区闘争を行い、龍谷大学では本願寺解体闘争が展開された。また、立命館大学の全共闘はわだつみ像を破壊し、「形式的」として戦後秩序を批判した。
- 運動の広がりは一部の民族派の学生たちにも影響を及ぼし、駒澤大学の全共闘には、元日学同国際部長で北方領土に日の丸を立てに行った者が合流し、早稲田大学の全共闘には、全共闘“昭和維新派”と称する早大尚史会関係の者が極一部だが参加していた。早大全共闘は、解放派＝反帝学評、ブント、黒ヘルが主流であり、それに中核派、アナキストが続き、さらにはベ平連から社青同協会派＝反独占（赤松広隆）などが参加し取り巻くというのが実態であった。民族派は、早大ではせいぜい数十人のごく少数派であったが、斉藤、森田必勝などの日学同、日本学生会議などを中心として生息しており、運動の高揚を受けて、正門前で右翼同士が日本刀と木銃でわたり合うという小事件などを展開している。ごく少数とはいえ早大の民族派は右翼とされる学生の中では人員が多いほうであった。
- 保守派の牙城を自負していた京都産業大学では、全共闘阻止のためにいわゆる「白色バリケード」を展開した。
- 岸井成格によると、第2次佐藤内閣第1次改造内閣〜第3次佐藤内閣で内閣官房長官であった保利茂は、極秘に公邸に全学連各派の委員長を呼んだ。また、警察庁長官であった後藤田正晴とも会わせたという。
- 韓国の民主化・学生運動においては「チョンゴントゥ（全共闘の朝鮮語読み）のように闘おう」が合言葉になったと言われている。
- 舛添要一は当時東大の学生だったが、全共闘および学生運動全般に反対派であり、早く卒業させろ、というアピールを出した[30]。そのアピールのビラは、山本義隆たちが、編集し、国会図書館に寄贈している『東大闘争資料集』全23巻に収められている。

## 全共闘出身者

### 政治家
- 猪瀬直樹 - 元信州大学全共闘議長[31]。後に東京都知事。
- 塩崎恭久 - 元新宿高校全共闘活動家[32]。後に第1次安倍内閣官房長官、第2次安倍改造内閣・第3次安倍内閣厚生労働大臣。
- 仙谷由人 - 元東京大学全共闘活動家[33]。後に菅直人内閣・菅直人第1次改造内閣官房長官。
- 保坂展人 - 自称・麴町中学校全共闘議長。後に東京都世田谷区長（2024年2月現在現職）。

### 文化人
- 上野千鶴子 - 元京都大学全共闘活動家[34]。
- 村上憲郎 - 同上[35]。
- 坂本龍一 - 元新宿高校全共闘活動家。同学年の塩崎恭久らと共に活動[32]。
- 立松和平 - 元早稲田大学全共闘活動家[36]。
- テリー伊藤 - 元日本大学全共闘活動家[37]。テレビプロデューサー。
- 橋爪大三郎 - 元東京大学全共闘活動家[38]。
- 山内昌之 - 北海道大学在学時、社学同活動家として活躍[39]。